# 鈴木充 (実業家)
鈴木 充（すずき たかし、1908年9月4日 - 2000年6月30日）は、日本の実業家。中日新聞社副社長と東海テレビ放送社長を務めた。

## 経歴・人物
愛知県渥美郡赤羽根町出身。1928年にハルピン学院を卒業し、1933年に中日新聞社の前身である名古屋新聞社に入社した。
編集局長、取締役、常務、専務を経て、1968年に中日新聞社副社長に就任した。1971年に東海テレビ放送社長にも就任し、1987年6月から会長を務め、1992年6月から相談役を務めた。東海テレビでの在職時にメキシコ、中国などの放送局と姉妹提携し、国際化に力を入れた。
1974年に藍綬褒章を受章し、1980年に勲二等旭日重光章を受章した。1957年にボーン国際記者賞を受賞した。
2000年6月30日肺炎のために死去。91歳没。